# Kurt Stern (Schriftsteller)

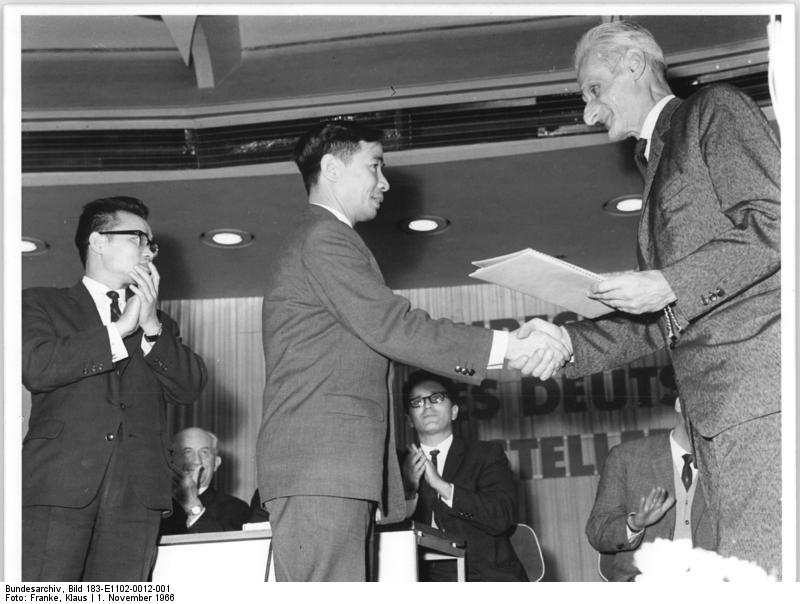
Kurt Stern (rechts, 1966)

Kurt Stern (* 18. September 1907 in Berlin; † 3. September 1989 in Ost-Berlin) war ein deutscher Journalist, Kommunist, Schriftsteller, Drehbuchautor und Übersetzer. Er war Politkommissar im Spanischen Bürgerkrieg. Nach 1949 lebte er in der DDR, wo er mit Johannes R. Becher, Anna Seghers und Christa Wolf befreundet war.

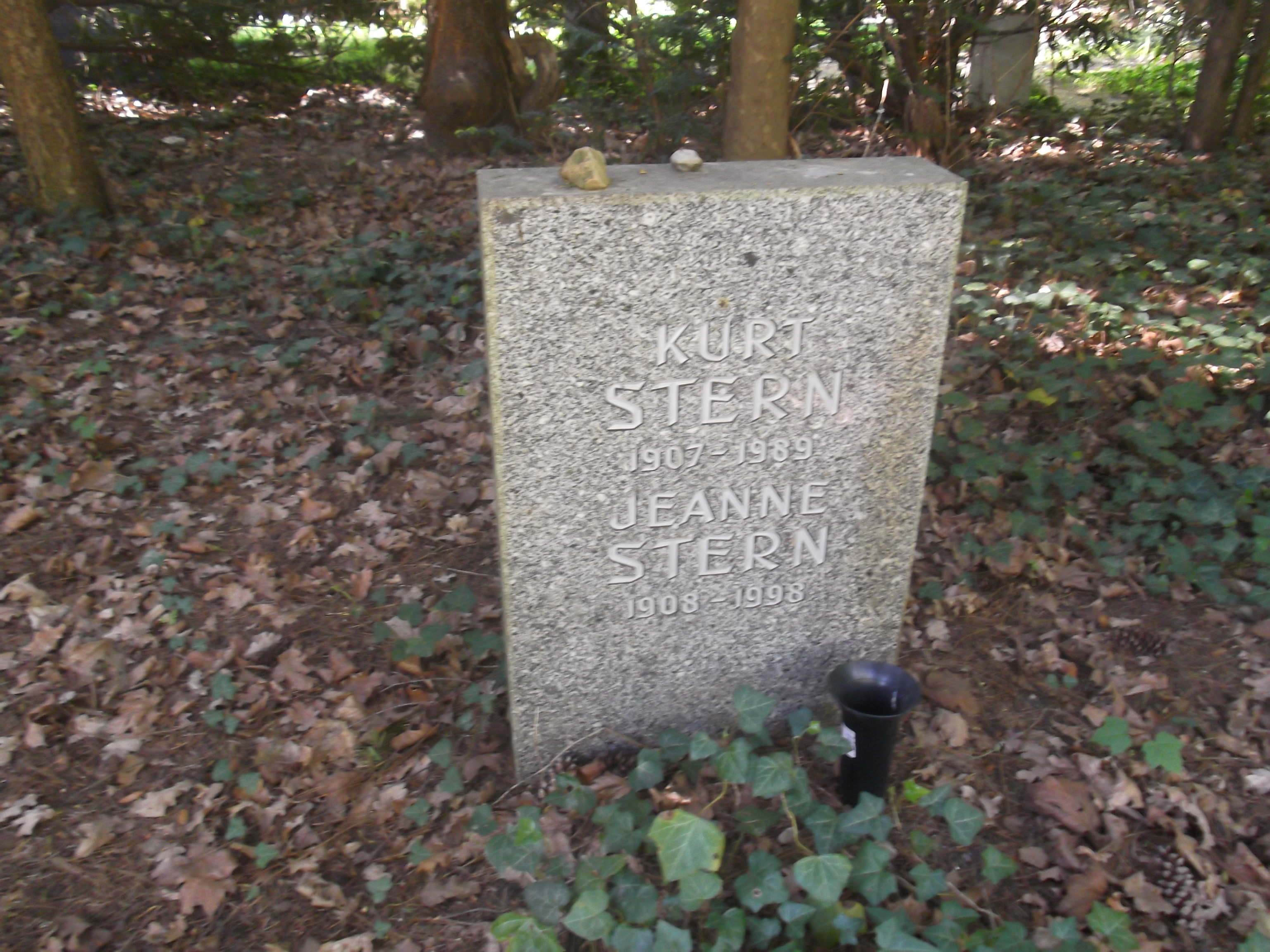
Grabstein Kurt und Jeanne Stern

## Herkunft
Kurt Stern stammte aus einer jüdischen Berliner Familie. Sein Vater, Siegfried Stern, war ein Fabrikant, seine Mutter, Toni Stern (geborene Seckel; * 10. Februar 1881 – am 9. Dezember 1942 von Berlin nach Auschwitz deportiert), entstammte ebenfalls einer Fabrikantenfamilie aus Peine und heiratete in zweiter Ehe den Kaufhausdirektor Max Flatow (* 4. Mai 1875 in Stolp – am 9. Dezember 1942 von Berlin nach Auschwitz deportiert, für tot erklärt), der der Ziehvater von Kurt Stern wurde. Zur Familie gehörte auch noch Kurts Bruder Walter und eine in die USA emigrierte Schwester, wie aus einem Brief Gustav Reglers an Kurt Stern hervorgeht. Bei dieser handelt es sich um Emma Unger (* 1903 – † 1974 in New York), Emmusch, von der selber einige Briefe im Anhang von Was wird mit uns geschehen? abgedruckt sind. Sie reiste am 23. Juni 1938 von Le Havre kommend zusammen mit ihrem Ehemann Fritz (* 1902) und ihrer Tochter Ruth (* 1929) in die USA ein. Ob mit Ilse Biro (geb. Flatow) eine weitere Schwester existiert, ließ sich nicht verifizieren.

## Ausbildung
Von 1924 bis 1927 absolvierte Kurt Stern eine kaufmännische Lehre und legte an der Abendschule das Abitur ab. Anschließend studierte er Literatur, Philosophie und Geschichte in Berlin und Paris. 1927 trat er der KPD bei, nachdem er durch seinen Bruder Walter in Kontakt zur Jugend- und Arbeiterbewegung gekommen sei. 1930–1931 war er Reichsleiter der Kommunistischen Studentenfraktion (KoStuFra). 1932 ging Stern nach Frankreich, um in Paris an der Sorbonne zu studieren. Dort heiratete er die Französin Jeanne Machin, die er in Berlin kennengelernt hatte. Im April 1933 emigrierte er nach Frankreich.

## Exil in Frankreich
Stern war in Frankreich journalistisch und schriftstellerisch tätig und arbeitete als Redakteur der politisch-literarischen Monatszeitschrift Unsere Zeit. Er war im Schutzverband deutscher Schriftsteller aktiv und betätigte sich als Übersetzer, so zum Beispiel von Jean Cocteaus Das Phantom von Marseille. Die Erzählung erschien im Juni 1934 in der Exilzeitschrift Die Sammlung, allerdings ohne Nennung des Übersetzers.
1935 war Stern Teilnehmer des Ersten Internationalen Schriftstellerkongresses zur Verteidigung der Kultur in Paris, und im gleichen Jahr wurde auch die Tochter Lucienne geboren, die auch Nadine gerufen wurde und heute als Nadine Steinitz bekannt ist.

## Teilnahme am Spanischen Bürgerkrieg
Vom Oktober 1936 bis zum Januar 1938 nahm Stern am Spanischen Bürgerkrieg teil. Er war Politkommissar in der XI. Internationalen Brigade und verantwortlicher Redakteur der Zeitschrift Pasaremos, der Zeitschrift der XI. Brigade. Während dieser Zeit gehörte er auch der Redaktion der Zeitschrift El Voluntario de la Libertad an. Im Juli 1937 nahm er an dem in Valencia tagenden Zweiten Internationalen Schriftstellerkongresses zur Verteidigung der Kultur teil.
Zeitgleich mit Stern war Gustav Regler politischer Kommissar in der XII. Internationalen Brigade. In seinem oben schon zitierten Brief berichtete Regler 1940 von seinem gerade herausgekommenen Buch Das große Beispiel. Roman einer internationalen Brigade, in dem auch Kurt Stern als Spanienkämpfer zu Ehren kam: „Deine langen Haare wehen nun vom kastilischen Wind gestoßen über diesem Land; die Schwester ist sehr stolz über die Figur.“

## Internierungen in Frankreich
Nach seiner Rückkehr nach Frankreich arbeitete Kurt Stern für die Zeitschrift Der Gegen-Angriff und die Deutsche Volkszeitung. Der Titel der Zeitschrift Der Gegen-Angriff, zu deren Gründern Alexander Abusch, Bruno Frei und Willi Münzenberg gehörten, war in bewusster Anspielung auf die nationalsozialistische Propaganda-Zeitung Der Angriff gewählt worden. Die Zeitschrift erschien zwischen April 1933 und März 1936  und wurde dann von der Deutschen Volkszeitung abgelöst.
Bei Ausbruch des Zweiten Weltkriegs wollte sich Stern eigentlich freiwillig zum Kriegsdienst gegen die Faschisten melden, doch stattdessen muss er sich am 7. September 1939 ins Pariser Internierungslager Stade de Colombes begeben. Am 16. September wird er von hier zusammen mit anderen Internierten in ein Lager in der Nähe von Blois verlegt, wo etwa 750 Menschen in einem Zirkuszelt untergebracht wurden. Bei aller Trost- und Hilflosigkeit: Die Internierten können das Lager auch verlassen und Besuche empfangen. Auch Sterns Frau kommt mehrmals vorbei. Am 10. Oktober erfolgt eine erneute Verlegung, diesmal in einen verlassenen Bauernhof bei Villerbon.
Am 19. Dezember 1939 wird Kurt Stern aus Villerbon entlassen und lebte danach mit seiner Frau in Paris. Nach dem Beginn des Westfeldzugs der deutschen Wehrmacht forderten die französischen Behörden alle Deutschen, Österreicher und Staatenlosen unter dem Verdacht, diese bildeten eine Fünfte Kolonne des Deutschen Reichs, auf, sich in Sammellagern einzufinden. Für Stern war dies das Pariser Buffalo-Stadion, wohin er sich am Abend des 14. Mai 1940 begab. Am 19. Mai, dem Geburtstag seiner Tochter, notierte er in sein Tagebuch:

„Es ist Sonntag. Heute wird Nadine fünf Jahre alt. Ich richte mich in einer kleinen Loge neben den Tribünen ein; dort bleibe ich einen Teil des Tages, ohne mit jemandem zu sprechen. Ich lese meine Bücher und feiere ganz allein mit dem Kaffee und dem kleinen Kuchen, den mir Jeanne gebracht hat, Nadines Geburtstag. Die Nachrichten sind noch immer schlecht.“

Am Abend dieses Tages wurde er in ein Internierungslager in der Nähe von Angoulême verlegt. Am 1. Juni folgt eine weitere Verlegung, diesmal in die Nähe von Albi, wo er und seine Kameraden am 2. Juni eintreffen. Hier erfahren sie nach Tagen der Unsicherheit über ihr weiteres Schicksal am 23. Juni von der Unterzeichnung des deutsch-französischen Waffenstillstands. Am 27. Juni dürfen Stern und eine Gruppe von Männern das Lager verlassen; sie werden auf einem in der Nähe befindlichen Bauernhof einquartiert, was ihnen größere Freiheit verschafft. Diese „Urlaubstage in völliger Freiheit“ enden am 1. Juli: sie müssen wieder zurück ins Lager. Doch auch hier können sich Stern und seine Mitgefangenen inzwischen freier bewegen und Ausflüge nach Albi unternehmen. Am 29. Juli 1940 kann er endlich Albi verlassen und reist zu einem Onkel seiner Frau, der in Siarrouy in der Nähe Tarbes einen Bauernhof betreibt. Dieser Onkel hatte Kurt Stern zuvor eine Bescheinigung zugesandt, aus der hervorging, dass er ihn für die Arbeit auf dem Hof brauche. Das hatte Sterns Freilassung erleichtert.
Die Tagebücher, die Stern 1939–1940 während seiner zwei Internierungen schrieb, wurden 2006 unter dem Titel Was wird mit uns geschehen? Tagebücher der Internierung 1939 und 1940 veröffentlicht.

„Dokumente wie diese Tagebücher sind selten, jedenfalls selten überliefert und publiziert. Welcher Betroffene hat es sich schon abverlangt, unter sehr ungünstigen äußeren Umständen – um das mindeste zu sagen! – in psychischer Anspannung und Bedrückung diesen freudlosen, oftmals »leeren« Tagen schreibend Dauer zu verleihen? Für wen eigentlich? Für sich selbst? Seine Angehörigen, Freunde? Die Antwort steht in und zwischen den Zeilen: Es ging darum, sich nicht gehenzulassen, jede Art von geistiger Herausforderung zu suchen, Anregungen aufzugreifen, wach, interessiert zu bleiben an allem, was um ihn geschieht, und nicht aufzuhören, sich mit den Problemen der Zeit auseinanderzusetzen. […] Stimmungseinbrüche sind unvermeidlich, es gibt sorgenvolle, verzweifelte Stunden. Nicht zuletzt mag es dieses
Tagebuch sein, das ihm hilft, nicht zu verzagen, Haltung zu wahren.“

In den Tagebüchern lässt Stern mehrfach Zweifel an der Politik der Sowjetunion aufkommen und wendet sich auch gegen das Diktum Die Partei hat immer recht. Von einem Bruch mit der KPD ist dort allerdings nicht die Rede, eben dieser aber wird an anderer Stelle behauptet: „Aus Protest gegen den Hitler-Stalin-Pakt und den sowjetischen-finnischen Krieg trat Stern aus der KPD aus.“

## Exil in Mexiko
Am 4. Mai 1942, sieben Monate bevor seine Eltern nach Auschwitz deportiert wurden, gelang Kurt Stern zusammen mit Frau und Tochter mit einem aus Casablanca auslaufenden Schiff die Flucht nach Mexiko. Dem vorausgegangen waren unzählige Versuche der Visabeschaffung, an denen auch Gustav Regler beteiligt war, um die sich aber vor allem Schwester Emma von New York aus bemühte, die dort in einer Handschuhfabrik arbeitete. Das Hauptproblem war die Geldbeschaffung, um so mehr, als sich Emma Unger auch um Papiere und Tickets für die Eltern bemühte. Verzweifelt schrieb sie am 30. März 1941 an ihren Bruder, den sie Pepo nannte, und an Jeanette: „Ach, meine Lieben, in unserer Zeit muß man Millionär sein, um allen zu helfen, die man liebt, und man muß das Fell eines Nashorns haben, um sich keine Sorgen zu machen.“ Den Eltern konnte sie nicht mehr helfen, die Familie ihres Bruders schaffte es noch, aus Europa herauszukommen.
Über die Ankunft der Familie Stern im Hafen von Veracruz schreibt Sterns alter Freund Gustav Regler:

„Die Schiffe brachten Hunderte bedrohter Juden und Kommunisten von Marseille. Immer wieder schickte mich die Liga pro cultura alemana, deren Vorsitz ich angehörte, nach Vera Cruz, um die Geretteten zu empfangen. Ich sah Kurt und Jeanne hoch oben an Bord stehen, ich winkte, sie erkannten mich nicht. Ich suchte sie auf dem Schiff, sie waren nicht zu finden. Als das Schiff leer war, suchte ich sie in der Stadt; sie waren schon nach Mexiko gefahren. In der Hauptstadt erkundigte ich mich nach ihrer Adresse, aber im Komitee der Flüchtlinge belehrte man mich, daß sie Befehl bekommen hätten, mit mir zu brechen; sie hätten gebeten, ihre Adresse nicht an mich weiterzugeben.“

Das passt sogar nicht zu dem oben zitierten Austritt aus der KPD, für den es über das Handbuch der Deutschen Kommunisten hinaus allerdings auch keine weiteren Quellen gibt.
Kurt Stern arbeitete in Mexiko in der Bewegung Freies Deutschland mit. 1944 wurde er Sekretär des Heinrich-Heine-Klubs und Redakteur der Zeitschrift „Freies Deutschland“, die die KPD-Linie in der Exilpolitik vertrat und andere sozialistische Exilgruppen wie das Komitee Das Andere Deutschland als sektiererisch denunzierte.